# Фигуров, Юрий Антонович
Ю́рий Анто́нович Фигуров (род. 15 марта 1924) — советский футболист, вратарь.

## Карьера
Фигуров воспитанник юношеской команды куйбышевского «Восхода». В 1947 году пополнил куйбышевскую команду «Крылья Советов», которые второй сезон выступали в группе А. Играл в основном за дубль. 17 июля 1947 года заменил в воротах во втором тайме Всеволода Виноградова	пропустившего 6 мячей от ЦДКА Москва (0:7). В 1950 году был в заявке «Спартака» (Москва), но играл также только за дубль.